# محوطه زردکوه ساحل
محوطه زردکوه ساحل مربوط به دوران فرادیرینه‌سنگی است و در کاشان، ۴ کیلومتری جنوب غربی کاشان، حاشیه شرقی اتوبان کاشان، اصفهان واقع شده و این اثر در تاریخ ۷ خرداد ۱۳۸۷ با شمارهٔ ثبت ۲۲۹۳۷ به‌عنوان یکی از آثار ملی ایران به ثبت رسیده است.